# Zagłada Żydów na ziemiach polskich podczas okupacji niemieckiej

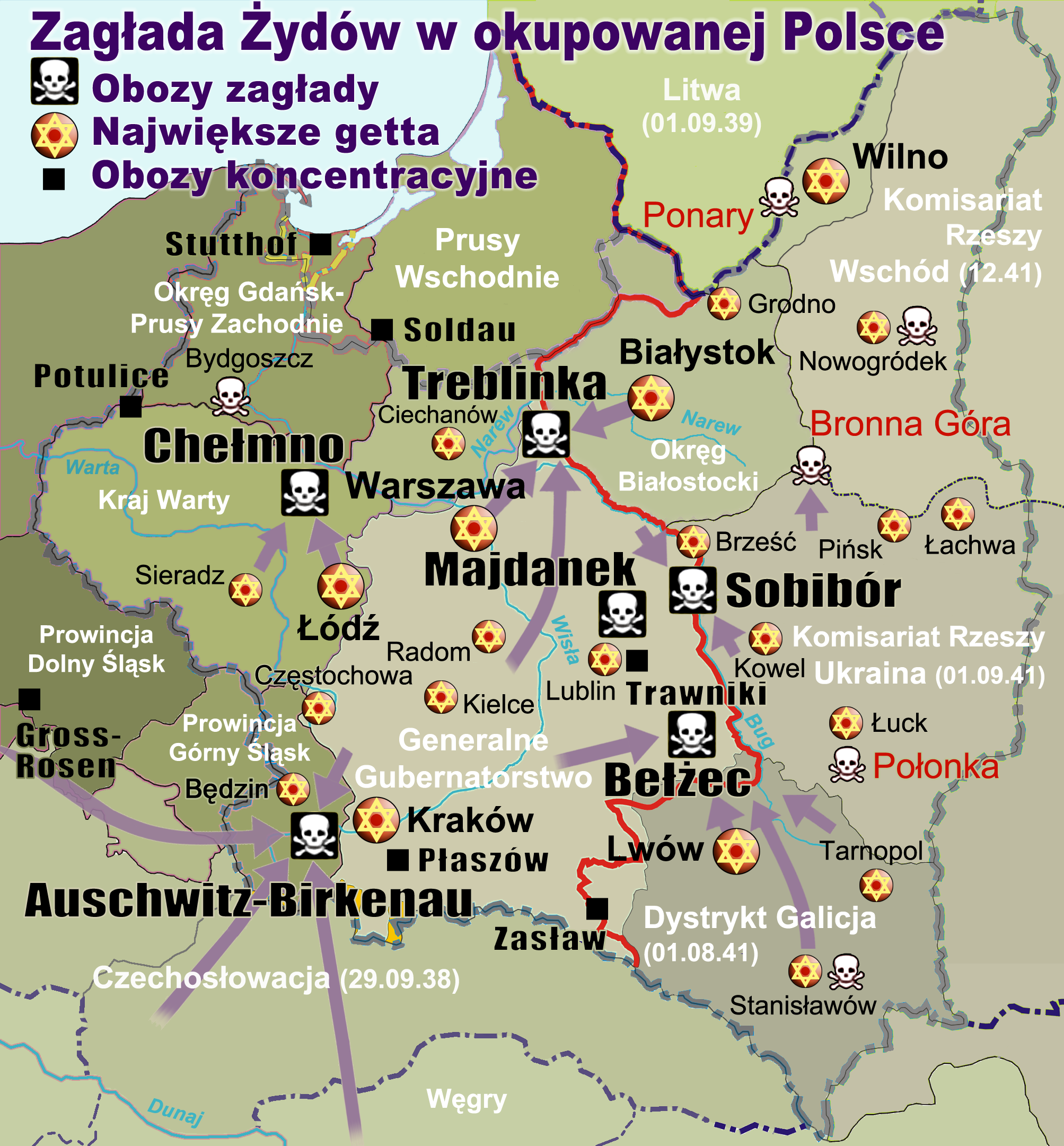
Zagłada Żydów w okupowanej Polsce

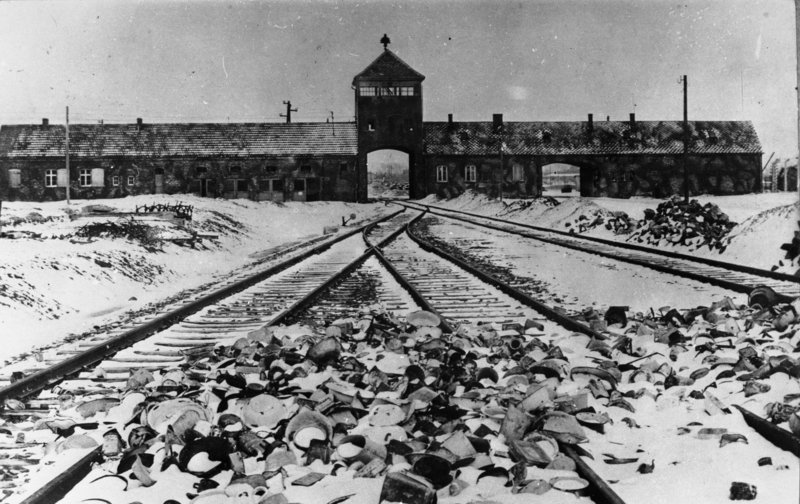
Auschwitz II (Birkenau), 1945

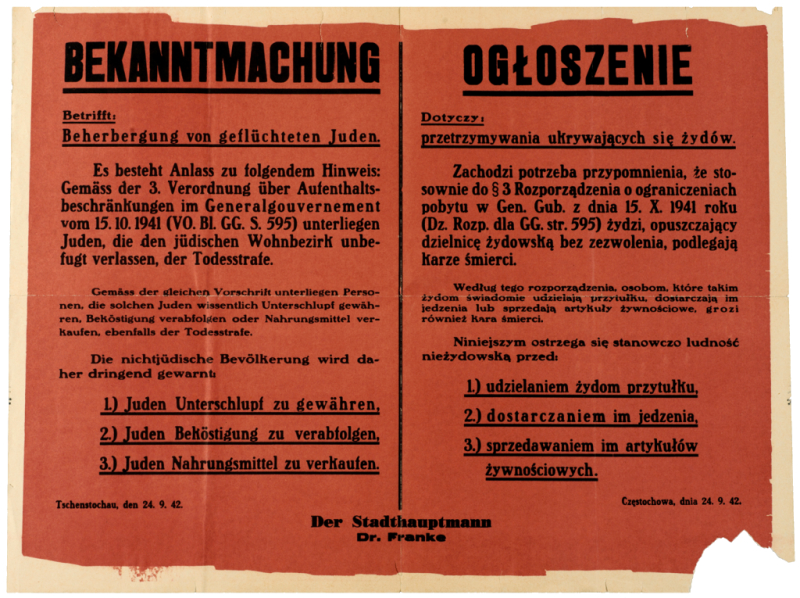
Obwieszczenie władz Generalnego Gubernatorstwa z września 1942, mówiące o karze śmierci za ukrywanie Żydów, jak również za sprzedaż lub dostarczanie pożywienia

Zagłada Żydów na ziemiach polskich podczas okupacji niemieckiej – część niemieckiego planu eksterminacji Żydów. Ofiarami byli Żydzi polscy, a także inni, ginący w niemieckich obozach śmierci zbudowanych na okupowanych terenach polskich.

## Historia
Pośród ofiar Holokaustu polscy Żydzi stanowili największą grupę. Liczyła ona około 3 miliony osób. Zostali zamordowani w niemieckich nazistowskich obozach zagłady, w Auschwitz-Birkenau, Treblince, Majdanku, Bełżcu, Sobiborze, Chełmnie lub zmarli z głodu w gettach. Wielu zginęło na skutek działalności na Wschodzie hitlerowskich szwadronów śmierci, Einsatzgruppen.
Niemcy utworzyli wiele gett, w których skupiano Żydów z okupowanych terenów. Największymi były getto w Warszawie (w którym przebywało ok. 460 tys. osób w 1941 r., 380 tys. w 1942 r.), a także getto w Łodzi (gdzie znajdowało się ok. 160 tys. Żydów). Inne polskie miasta, w których powstawały duże getta to m.in. Białystok, Częstochowa, Kielce, Kraków, Lublin, Lwów, Radom i Wilno. Ewenementem na skalę krajową było otwarte getto w Szydłowcu.
Warszawskie getto zostało założone przez generalnego gubernatora Hansa Franka 16 października 1940. W tym czasie 450 tys. Żydów skupionych w getcie stanowiło ok. 30% populacji Warszawy, podczas gdy zajmowało ono tylko ok. 2,4% powierzchni miasta. 16 listopada wybudowano wysoki mur, ostatecznie odgradzając je od reszty świata. W ciągu następnego półtora roku do getta przywożono Żydów z mniejszych miast i wsi. Jednak liczba w ten sposób uwięzionych pozostawała ta sama, gdyż wielu umierało z powodu głodu i chorób zakaźnych, zwłaszcza tyfusu. Średnie racje żywieniowe w 1941 dla Żydów w Warszawie wynosiły 253 kcal, 669 kcal dla Polaków, podczas gdy dla Niemców – 2613 kcal.
15 października 1941 gubernator Hans Frank wydał rozporządzenie zabraniające Żydom opuszczania wyznaczonych dla nich dzielnic pod groźbą kary śmierci.
22 lipca 1942 rozpoczęła się masowa deportacja, w czasie następnych 52 dni (do 12 września 1942), około 300 tys. osób zostało przewiezionych pociągami do obozu zagłady w Treblince. Deportacja została przeprowadzona przez 50 niemieckich żołnierzy SS, 200 łotewskich żołnierzy z batalionów Schutzmannschaften, 200 ukraińskich policjantów i 2500 członków Żydowskiej Policji Getta. W zamian za współpracę, nietykalność zagwarantowano pracownikom Judenratu, jak również funkcjonariuszom Żydowskiej Policji i ich rodzinom. Okazało się jednak, że gwarancje te działały tylko przez krótki czas.
18 stycznia 1943 część mieszkańców getta (pośród nich byli członkowie Żydowskiego Związku Wojskowego i Żydowskiej Organizacji Bojowej), stawiła zbrojny opór przeciwko kolejnym deportacjom. Ostateczne zniszczenie getta nastąpiło 4 miesiące później, po zduszeniu przez nazistów powstania, które wybuchło 19 kwietnia 1943.
Los warszawskiego getta był podobny do tego, który spotkał inne getta. Wraz z decyzją hitlerowców o podjęciu Ostatecznego Rozwiązania (Endlösung) – eksterminacji europejskich Żydów – rozpoczęła się w 1942 Akcja Reinhard, podczas trwania której (tj. do października 1943) zamordowano ok. 2 mln Żydów.

Społeczeństwo polskie, choć samo pada ofiarą straszliwego terroru, spogląda z przerażeniem i głębokim współczuciem na mordowanie przez Niemców ocalałej jeszcze ludności żydowskiej w Polsce. Przeciwko tej zbrodni jasno wyraziliśmy swój protest, który rozpowszechniono na całym świecie, zaś Żydom zbiegłym z getta lub z obozów koncentracyjnych udzielamy tak znacznej pomocy, że okupant ogłosił dekret grożący śmiercią Polakom, którzy pomogą ukrywającym się Żydom. Mimo to są jednostki wyzbyte ludzkich uczuć i sumienia, które znalazły sobie źródło specyficznego dochodu szantażując Polaków ukrywających Żydów bądź samych Żydów. Kierownictwo Walki Cywilnej ostrzega, że przypadki takiego szantażu są odnotowywane i będą karane z całą surowością prawa jak tylko to będzie możliwe w istniejących warunkach, a bezwzględnie w przyszłości – „Rzeczpospolita Polska” (oficjalny organ Delegatury Rządu na Kraj) numer z maja 1943 roku.

Niektóre z masakr były inspirowane przez Niemców, a przeprowadzane z pomocą lub przez samych Polaków. Przykładem może być tutaj pogrom w Jedwabnem, podczas którego zginęło (według późniejszych ustaleń IPN) co najmniej 340 Żydów. Przykładem morderstwa z inicjatywy Polaków jest zbrodnia w Lesie Siekierzyńskim dokonana w sierpniu 1944 przez żołnierzy z oddziału Armii Krajowej.
Istota polskiego udziału w masakrach Żydów w czasie wojny do dziś pozostaje przedmiotem kontrowersji, choć Instytut Pamięci Narodowej przedstawił dowody na istnienie zajść podobnych do jedwabieńskich w wielu innych miejscowościach regionu. Jako powód takiego zachowania wymienia się antysemityzm, chęć odwetu na Żydach wspierających komunistów lub chciwość.

## Polska pomoc Żydom
Polska, obok Jugosławii i ZSRR, była jedynym krajem okupowanym przez Niemcy w czasie II wojny światowej, w którym formalnie wprowadzono karę śmierci dla każdego, kto ukrywa lub pomaga w inny sposób Żydom. Pomimo tego, Polacy stanowią największą grupę pośród Sprawiedliwych Wśród Narodów Świata.
Począwszy od 1941 Referat Żydowski w Wydziale Informacji Biura Informacji i Propagandy Komendy Głównej Armii Krajowej rozpoczął systematyczne zbieranie informacji o losach polskich Żydów, przekazywanych potem do Londynu. Reakcją na rozpoczęcie eksterminacji ludności żydowskiej było utworzenie we wrześniu 1942 przez Zofię Kossak Szczucką i Wandę Krahelską Tymczasowego Komitetu Pomocy Żydom, przekształconego w grudniu tego roku w Radę Pomocy Żydom „Żegota”. W marcu 1943 Witold Bieńkowski ps. „Wencki” powołał Referat Żydowski Delegatury Rządu na Kraj.
Polski Rząd na Uchodźstwie był pierwszym (październik 1942), który donosił społeczności międzynarodowej o istnieniu nazistowskich obozów śmierci i systematycznej eksterminacji Żydów, poprzez swego kuriera Jana Karskiego i organizatora ruchu oporu w Auschwitz-Birkenau, Witolda Pileckiego. 18 grudnia 1942 Prezydent RP na Uchodźstwie Władysław Raczkiewicz wystosował dramatyczny list do papieża Piusa XII, błagając go o publiczną obronę mordowanych Polaków i Żydów.

## Konsekwencje prawne
Holokaust spowodował wiele następstw, m.in. w zakresie stosunków prawnych, w ramach których jednym z głównych zagadnień jest regulacja prawna mienia pozostałego po ofiarach Zagłady, w tym tzw. mienia bezspadkowego. Kwestia ta jest przedmiotem kontrowersji m.in. w ramach międzypaństwowych relacji polsko-izraelskich. Od 2018 toczy się dyskusja na temat skutków deklaracji terezińskiej i amerykańskiej ustawy JUST (tzw. ustawy 447) dla Polski.

## Galeria

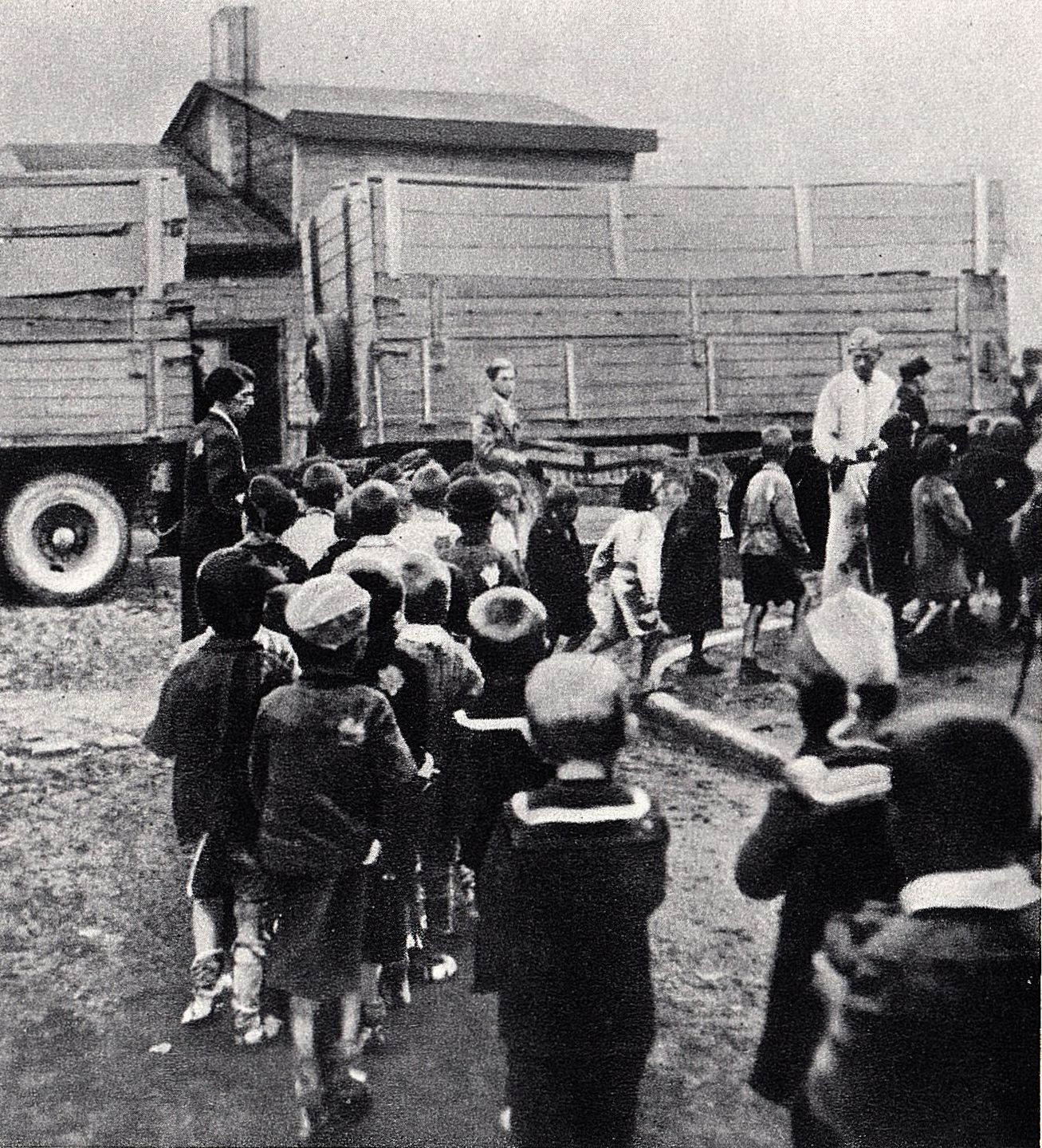
Getto łódzkie. Wywózka żydowskich dzieci z sierocińca na Marysinie do obozu zagłady w Chełmnie nad Nerem
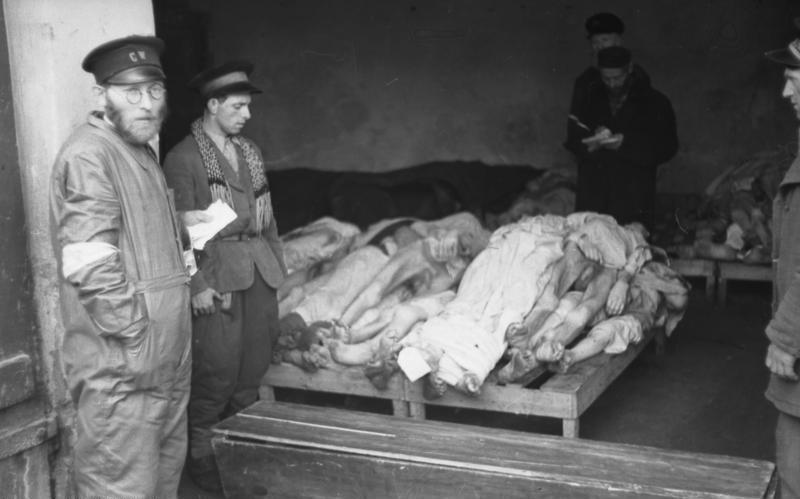
Getto warszawskie. W latach 1940–1942 z głodu i chorób zmarło w nim ok. 92 tys. Żydów
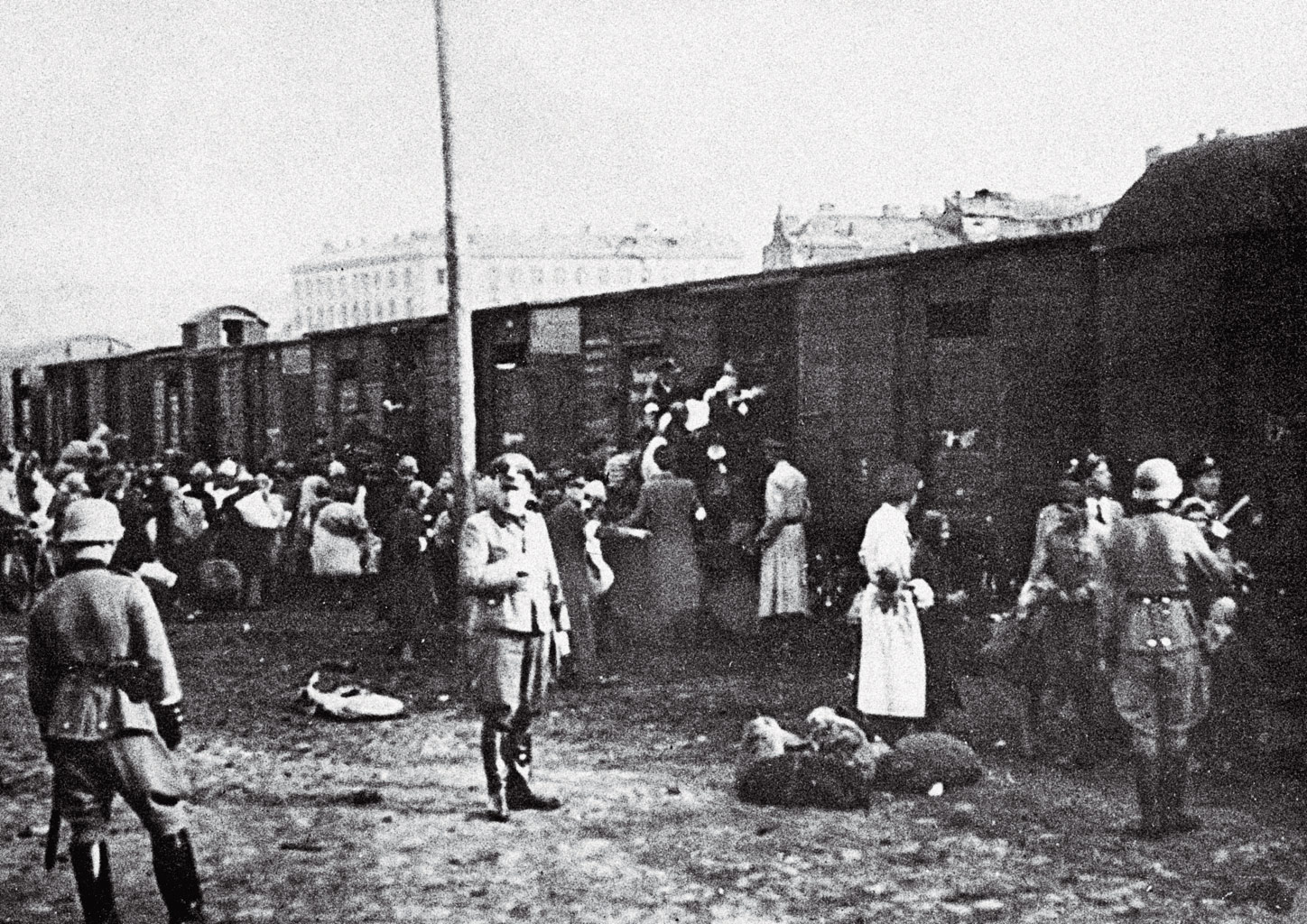
Umschlagplatz w Warszawie. Żydzi ładowani do pociągu do obozu zagłady w Treblince
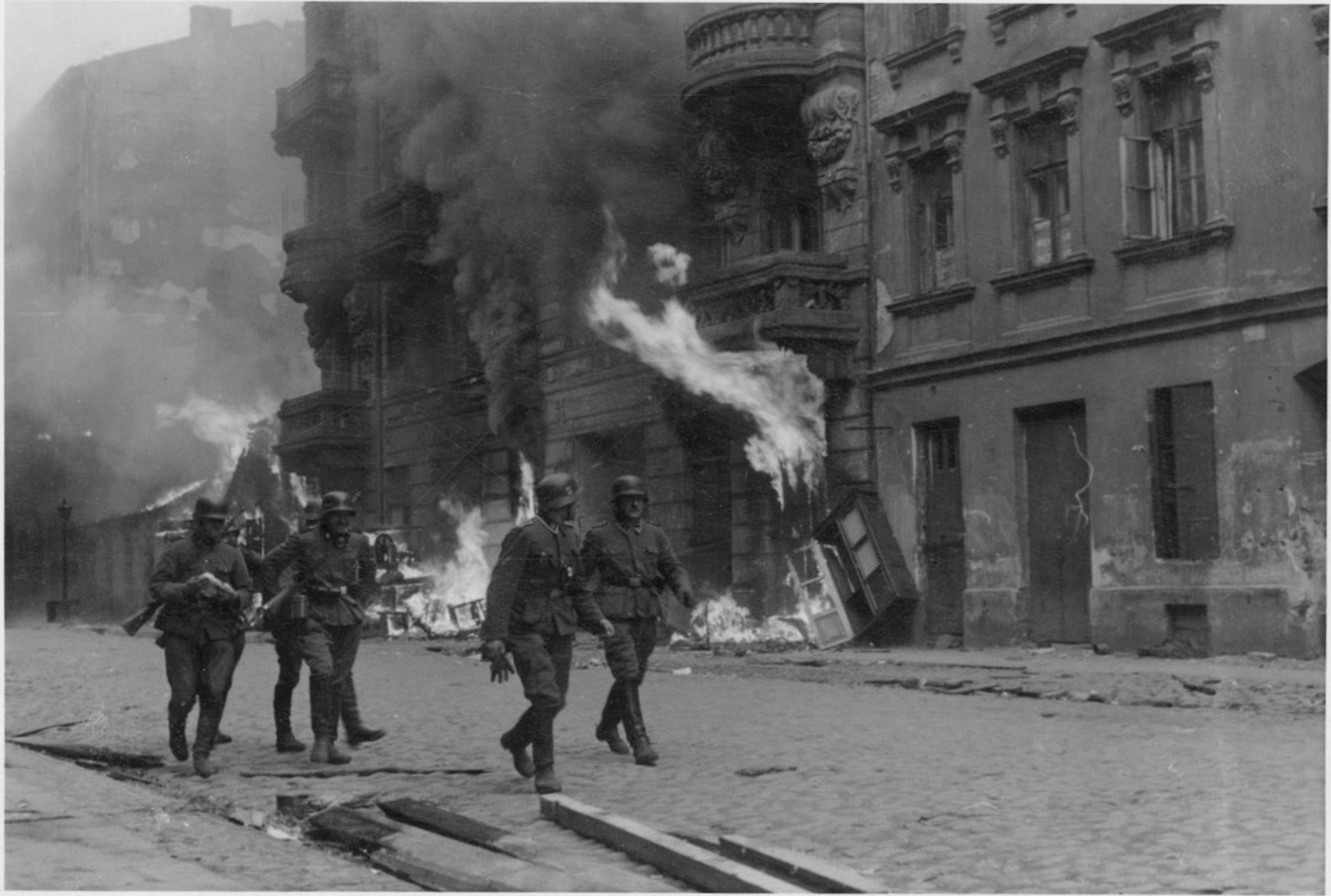
Żołnierze niemieccy podpalający budynki podczas powstania w getcie warszawskim